# Berliner-Joyce P-16
Berliner-Joyce P-16 (P: Pursuit – Bám đuổi) là một loại máy bay tiêm kích hai chỗ của Hoa Kỳ, do hãng Berliner-Joyce Aircraft Corporation chế tạo.

## Biến thể
XP-16
Y1P-16
P-16
PB-1

## Quốc gia sử dụng
United States
- Quân đoàn Không quân Lục quân Hoa Kỳ

## Tính năng kỹ chiến thuật (P-16)
Đặc điểm tổng quát
- Kíp lái: 2
- Chiều dài: 28 ft 2 in (8,59 m)
- Sải cánh: 34 ft 0 in (10,36 m)
- Chiều cao: 10 ft 2 in (3,10 m)
- Diện tích cánh: 290,64 ft² (27 m²)
- Trọng lượng rỗng: 2.734 lb (1.240 kg)
- Trọng lượng cất cánh tối đa: 3.968 lb (1.800 kg)
- Động cơ: 1 × Curtiss V-1570-25 Conqueror, 600 hp (447 kw)

 Hiệu suất bay 
- Vận tốc cực đại: 172 mph (282 km/h)
- Tầm bay: 650 dặm (1.046 km)

Trang bị vũ khí

3 súng máy 0.3 in (7,62mm), mang tối đa 224 lb (102 kg) bom